# Liste politischer Parteien in Algerien
Diese Liste verzeichnet die politischen Parteien in Algerien.

## Im Parlament vertretene Parteien
- Nationale Befreiungsfront (Front de Libération Nationale, FLN)
- Nationale Demokratische Sammlung (Rassemblement National Démocratique, RND)
- Mouvement de la Société de la Paix (Mouvement de la société pour la paix, Hamas)
- Arbeiterpartei (Parti des Travailleurs, PT)
- Sammlung für Kultur und Demokratie (Rassemblement pour la Culture et la Démocratie, RCD)
- Algerische Nationalfront (Front National Algérien, FNA)
- Nationalbewegung für Natur und Entwicklung (Mouvement national pour la nature et le développement, MNND)
- Nahda-Bewegung
- Bewegung für Jugend und Demokratie (Mouvement pour la jeunesse et la démocratie, MJD)
- Bewegung des Nationalen Einvernehmens (Mouvement de l'Entente Nationale, MEN)
- Nationale Republikanische Allianz (Alliance Nationale Républicaine, ANR)
- Partei der Algerischen Erneuerung (Parti du Renouveau Algérien, PRA)
- El-Infitah-Bewegung (Mouvement El Infitah)
- Bewegung für Nationale Reform (Mouvement pour la réforme nationale, Islah)
- Ahd 54
- Nationale Bewegung der Hoffnung (Mouvement National d'Esperance, MNE)
- Nationalpartei für Solidarität und Entwicklung (Parti National pour la Solidarité et le Developpement, PNSD)
- Patriotische Republikanische Allianz (Rassemblement Patriotique Républicain, RPR)
- Algerische Sammlung (Rassemblement Algérien)
- Demokratische und Soziale Bewegung (Mouvement Démocratique et Social, MDS)
- Nationaldemokratische Front (Front National Démocratique, FND)
- Bewegung für Aufbau (Mouvement El-Bina)
- Zukunftsfront (Front El Moustakbal, FM)

## Außerparlamentarische Parteien
- Front Sozialistischer Kräfte (Front des Forces socialistes, FFS) – Wahlboykott 2007
- Algerische Partei für Demokratie und Sozialismus (Parti Algérien pour la Démocratie et le Socialisme, PADS)

## Verbotene Parteien
- Islamische Heilsfront (Front islamique du Salut, FIS)
- Hizb ut-Tahrir

Ägypten |
Algerien |
Angola |
Äquatorialguinea |
Äthiopien |
Benin |
Botswana |
Burkina Faso |
Burundi |
Côte d’Ivoire (Elfenbeinküste) |
Dschibuti |
Eritrea** |
Eswatini |
Gabun |
Gambia |
Ghana |
Guinea |
Guinea-Bissau |
Kamerun |
Kap Verde |
Kenia |
Komoren |
Kongo, Dem.Rep. |
Kongo, Rep. |
Lesotho |
Liberia |
Libyen |
Madagaskar |
Malawi |
Mali |
Marokko |
Mauretanien |
Mauritius |
Mosambik |
Namibia |
Niger |
Nigeria |
Ruanda |
Sambia |
São Tomé und Príncipe |
Senegal |
Seychellen |
Sierra Leone |
Simbabwe |
Somalia (Somaliland) |
Südafrika |
Sudan |
Südsudan |
Tansania |
Togo |
Tschad |
Tunesien |
Uganda |
Westsahara (DARS)** |
Zentralafrikanische Republik

 ** Einparteiensystem
Parteien nach:
Namen |
Staat •
Parteien in:
Afrika |
Amerika |
Asien |
Australien und Ozeanien |
Europa